# 南ロマンス語
南ロマンス語（みなみロマンスご）とは、エスノローグにより提唱されているロマンス諸語の仮説のサブグループである。しかし、言語学者からはほとんど支持されていない。
エスノローグによると、この言語グループにはサルデーニャ語、コルシカ語、ガッルーラ方言、サッサリ方言が含まれる。しかし、多くの言語学者の間ではサルデーニャ語は別の言語とされ、一方コルシカ語はイタリア語のトスカーナ方言に非常に近く、他の多くのイタリアの方言より標準的なイタリア語に近いとされる。